# Rakitovec, Koper
Rakitovec je naselje v Slovenski Istri, ki upravno spada pod Mestno občino Koper. 

## Zgodovina
Vas leži na pobočju žbevniško-kojniškega pogorja Čičarije. Nastala je pred približno tisoč leti, najbrž zaradi vode velikega kala, ki se nahaja na začetku vasi in v katerem se napaja živina. To območje so prvi naselili Slovani v 8. stoletju, ko je bilo v celoti last nemških knezov.
Leta 1615 je bila vas požgana in opustošena zaradi vojne med Beneško republiko in Habsburžani. Vas je do konca 2. svetovne vojne pripadala občini Buzet, do leta 1995 pa pod občino Sežana. Od tega leta dalje pa Rakitovec pripada Mestni občini Koper.
V različnih obdobjih je bila vas tudi različno poimenovana: Rachitovich, Raccotol, Rakitovac, Rakitovič, Grancino, Aquaviva, Valmorosa, Aquaviva dei Vena in nazadnje Rakitovec.

### Življenje
V času vojn je bilo pomembno trgovsko središče Trst. Življenje je bilo takrat težko, služili so zato v Trstu, kjer so prodajali seno in kmetijske pridelke. Velikokrat pa so zaradi pomanjkanja kar odšli s trebuhom za kruhom v tujino. Sicer pa je pomemben vir zaslužka bila tudi železnica, na kateri se je zaposlovalo veliko ljudi .
Dodaten zaslužek pa so predstavljali bogati gozdovi nekaterih višjih predelov kraške Istre in delanje apna. V Trst in Reko so tovorili les, drva in oglje, ki je bilo v tistem času izredno cenjeno. O izredno razširjenem oglarstvu v Rakitovcu pričajo danes številni kolovozi in prašne poti med bukovimi gozdovi. Dandanes pa v Rakitovcu  primanjkuje bukovih gozdov, zato so oglarsko dejavnost opustili.
Pridobivali pa so tudi apno. V kopo so naložili apnenec, postopek pa je bil podoben, kot pri pridobivanju oglja.

### Živinoreja
V preteklosti je bila razvita tudi ovčereja, konjereja in govedoreja, kar dokazujejo vaški kali z nepropustnim dnom, ki jih je ustvarila živina s teptanjem ilovice. Vsaka družina je imela vsaj eno kravo in vola ali bika. Njive so obdelovali ročno in kosilo se je ročno s koso do približno leta 1965. Kasneje so začeli uporabljati že prve stroje (kosilnice, traktorje).
Poljedelstvo v vasi ni imelo pomembne vloge, saj je tamkajšnja zemlja, na kateri prevladujejo pašniki in senožeti, omogočala le živinorejo. Vendar so hrano vseeno večinoma pridelovali sami. Gojili so prašiče za meso, kokoši za jajca, krave za mleko, pšenico in koruzo pa so nosili v mlin za moko. Prodajali so seno, jajca, pršut in teleta. Kupovali pa so predvsem olje, sladkor, sol, tobak in vžigalice.
Takrat so se ljudje veliko več družili in si pri tudi delu pomagali. Otroci so zelo zgodaj že začeli pomagati pri kmetijskih opravilih. Vaščani so za izboljšanje življenjskih razmer vložili veliko denarja in dela. Leta 1953 so dobili elektriko, deset let kasneje pa javno razsvetljavo. Čez čas so dobili tudi asfaltno cesto, ki je zelo olajšala pot v mesto in železnica ni bila več edino okno v svet.
Prebivalstvo se je z začetkom 20. stoletja začelo močno zmanjševati in se do danes zmanjšalo za kar dobro polovico.

## Rakitovec danes
Danes je življenje prebivalcev zelo spremenjeno. Odrasli večinoma odhajajo v službo v mesto, doma pa pridelujejo zelenjavo in kosijo pašnike za lastne potrebe.
Danes je Rakitovec slikovita vas, ki je ohranila prvotno tipično istrsko podobo, kot so stisnjene kamnite hiše s tipičnim lesenim baladurjem in vmesnimi dvorišči, ki vodijo v ozke uličice. Njena lega v tipični kraški pokrajini, z raznimi kraškimi pojavi še poudarja to lepoto in vrednost stare vasice.
Leta 1900 je bil zgrajen nov moderen farovž s pošto, čez 12 let pa so s samoprispevki vaščanov zgradili šolo, v kateri je  potekal pouk v slovenskem jeziku; in sicer so otroci hodili tja do 4. razreda. Danes je v stavbi informacijski center za izletnike in turiste.
Leta 1520 je zgradil Jakob Tripar vaško cerkev Sv. Jakoba. Obnovljena je bila leta 1870, od 1995 leta pa je vpisana kot umetnostni in arhitekturni spomenik.

## Kulturne dejavnosti in društva
1999. leta je bilo ustanovljeno Društvo za turizem, šport, kulturo in razvoj Rakitovca, od katerega je najpomembnejša naloga ekološko osveščanje, saj Rakitovec sodi v vodovarstveno območje.
Leta 2004 je bilo ustanovljeno Društvo za slovensko-hrvaško čezmejno sodelovanje in druženje na območju EKO parka KRAS, ki ima sedež v Rakitovcu. Njegov namen je ohranjati spomin na zgodovino, dogodke, ljudi in njihov način življenja ob meji med Slovenijo in Hrvaško ter spodbujati raziskovalne dejavnosti.
Vas ima tudi svoje Prostovoljno Gasilsko društvo Rakitovec, leta 2006 pa sta bila zgrajena vodovod in kanalizacija.
Da bi ohranili stare običaje, vsako leto prirejajo pust in S'MOLJ-šagro, ki poteka teden dni pred Sv. Jakobom. Od leta 2002 pa potekajo vsakoletne tradicionalne prvomajske prireditve z odprto mejo med Slovenijo in Hrvaško, na kateri se zberejo pomembni predstavniki občin slovenske in hrvaške Istre, veliko konjenikov, turisti …